# ماكسيميليان شتاينر
ماكسيميليان شتاينر (بالألمانية: Maximilian Steiner)‏ (و. 1839 – 1880 م) هو ممثل مسرحي نمساوي مجري، ولد في بودا، توفي في النمسا السفلى، عن عمر يناهز 41 عاماً.